# Брено (Торино)
Брено је насеље у Италији у округу Торино, региону Пијемонт.
Према процени из 2011. у насељу је живело 98 становника. Насеље се налази на надморској висини од 941 м.